# Agmina artarima
Agmina artarima is een schietmot uit de familie Ecnomidae. De soort komt voor in het Australaziatisch gebied.